# Alberto Graña
Alberto Graña (1954) es un economista uruguayo.

## Biografía
Egresado como economista de la Universidad de la República.
Ejerce la titularidad de la cátedra de Economía y Finanzas Públicas en la Facultad de Ciencias Económicas de la Universidad de la República.
Funcionario del Banco Central del Uruguay, en agosto de 2006 accedió a la gerencia de Política Económica y Mercado. A fines de 2013, con el nombramiento de Mario Bergara en el Ministerio de Economía y Finanzas, Graña es nominado como candidato a presidir el Banco Central, cargo en el que es confirmado en enero de 2014.